# Honda AC-X
Honda AC-X (Advanced Cruiser Experience) – koncepcyjny hybrydowy rodzinny fastback marki Honda stylizowany na napędzanej wodorem Hondzie FCX napędzany silnikiem benzynowym o pojemności 1.6 l i mocy 130 KM oraz silnikiem elektrycznym na którym będzie można pokonać 50 KM z prędkością jazdy nieprzekraczającą 100km/h.
W aucie zastosowano tryb jazdy automatycznej, który za zadanie będzie miał odciążyć kierowcę i pozwolić mu się odprężyć w czasie jazdy.